# Templo de Kukulcán
O Templo de Kukulkán ou Pirâmide de Kukulkán, ou incluso "El Castillo" Foi construído pelos maias itzáes na antiga cidade de Chichén Itzá, no território pertencente ao estado mexicano do Yucatã. Sua construção foi iniciada no século VI, tendo sido posteriormente ampliado nos séculos VIII e XI.
Seu desenho tem uma forma geométrica piramidal, conta com nove níveis ou patamares, quatro fachadas principais cada uma com uma escadaria central e um patamar superior terminado por um templo. Nesta construção rendeu culto ao deus maia Kukulcán ("Serpente Emplumada" na língua maia). Conta também com motivos que simbolizam os números mais importantes utilizados no calendário Haab (calendário solar agrícola), o calendário Tzolkin (calendário sagrado) e a roda calendárica. Cada uma das suas faces alinham-se com um dos pontos cardeais, e os 52 painéis esculpidos nas paredes referem-se aos 52 anos do ciclo de destruição e reconstrução do mundo de acordo com os maias.
Em 1988, a (UNESCO) declarou a cidade maia de Chichén Itzá como Patrimônio da Humanidade.

## Dimensões

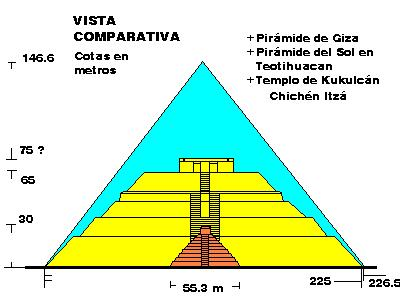
Tamanho comparativo do templo de Kukulcán com a pirâmide do Sol de Teotihuacán e a pirâmide de Quéops

Em comparação com a pirâmide de Quéops no Egito, ou mesmo à pirâmide do Sol de Teotihuacán, as dimensões da pirâmide de Kukulcán são pequenas, mesmo a pirâmide de Tikal (69,7 m) é mais alta. Salienta pelas suas características arquitetônicas, os seus simbolismos calendáricos e astronômicos.

## Interior da pirâmide

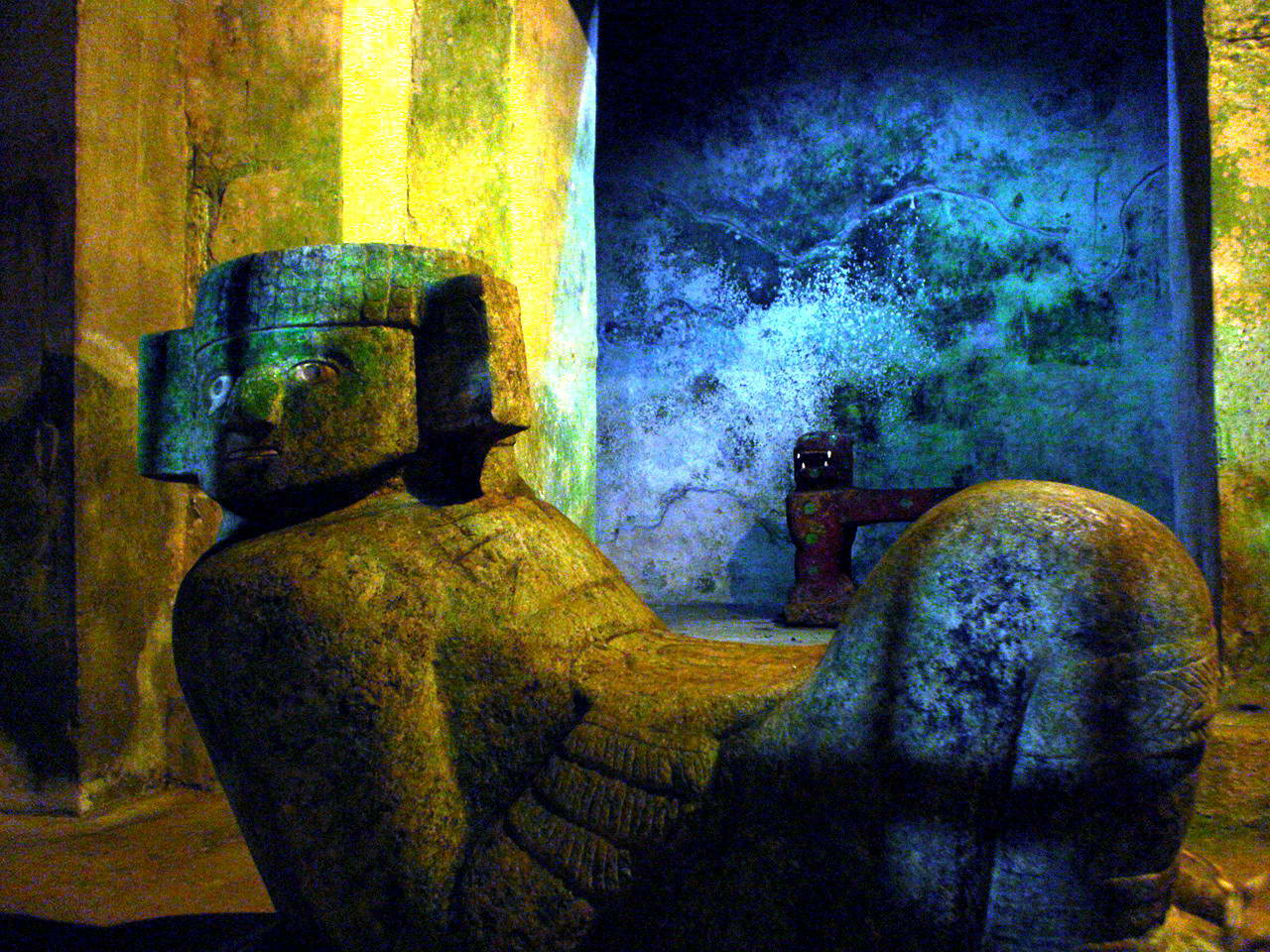
Chac Mool na sala das oferendas ao interior do templo de Kukulcán

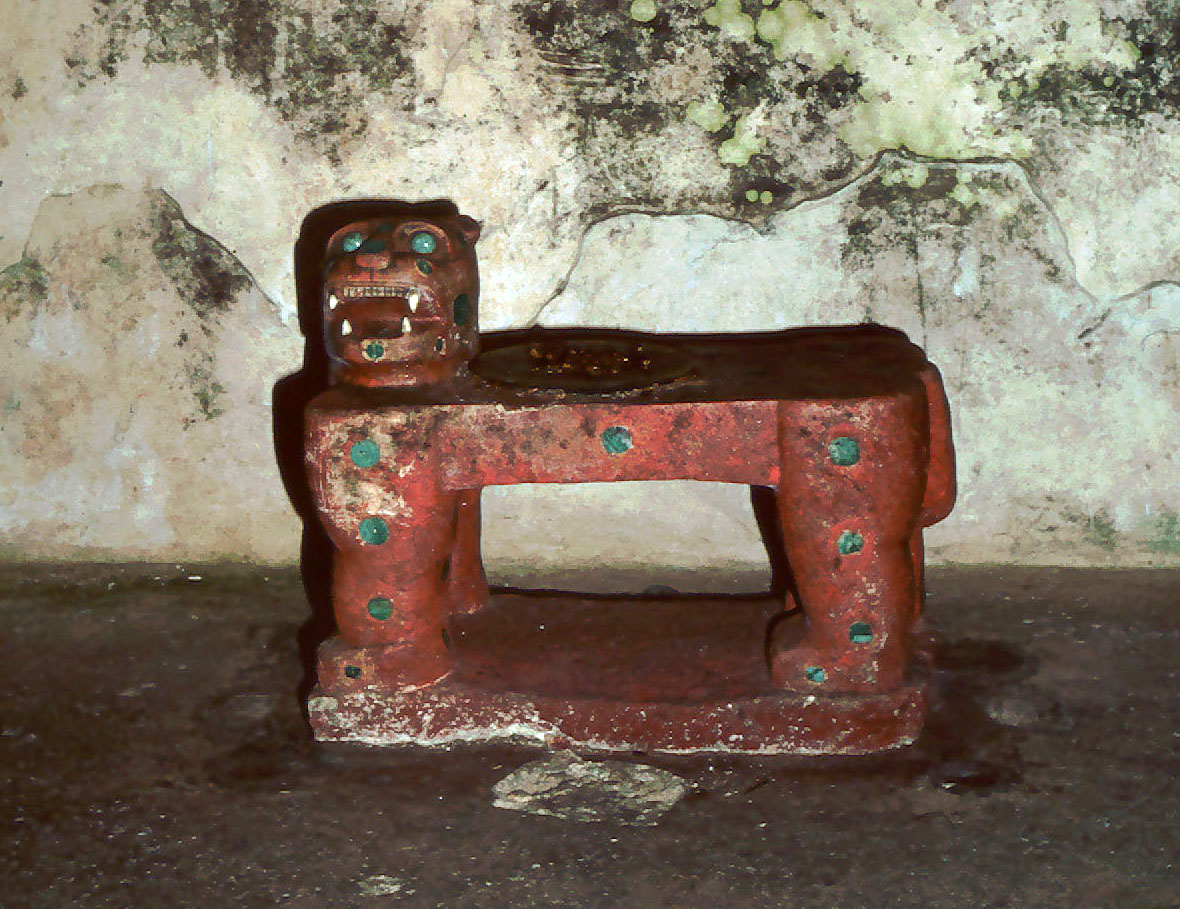
Escultura do jaguar (balam) na câmara de sacrifícios no interior do templo de Kukulcán

Em 1566 a pirâmide foi descrita por frei Diego de Landa no manuscrito conhecido como Relación de las cosas de Yucatán; cerca de três séculos mais tarde John Lloyd Stephens descreveu os pormenores da arquitetura da pirâmide no seu livro Incidentes del viaje a Yucatán, publicado em 1843. Nessa época o sítio arqueológico de Chichén Itzá encontrava-se numa fazenda que tinha o mesmo nome, e era propriedade de Juan Sosa. O livro, decorado com litografias de Frederick Catherwood, mostra a pirâmide coberta de abundante mato pelas suas quatro faces. Existem fotografias tomadas a princípios do século XX onde aparece a pirâmide coberta ainda parcialmente de mato.
O Instituto Carnegie de Washington solicitou em 1924 licença ao governo mexicano para realizar explorações e reconstruções na zona de Chichén Itzá. Em 1927, com a assistência de arqueólogos mexicanos, começaram os trabalhos. Em Abril de 1931 procurando a confirmação da hipótese de a estrutura da pirâmide de Kukulcán se encontrar construída sobre outra pirâmide mais antiga, iniciaram-se os trabalhos de escavação e exploração, em que pese à reticência geral da época. A 7 de Junho de 1932 foi encontrada uma caixa com objetos de coral e obsidiana e incrustações de turquesa a um lado de restos humanos, os objetos exibem-se no Museu Nacional de Antropologia da Cidade do México.
Após longos trabalhos, em Abril de 1935 foi encontrada no interior da pirâmide uma figura de Chac Mool com incrustações de concha de nácar nas suas unhas, dentes e olhos; o recinto onde se realizou o achado foi batizado como "sala das oferendas ou câmara norte". A poucos metros, e após mais de um ano de escavações, em Agosto de 1936 foi descoberto um segundo recinto, o qual foi batizado como "câmara de sacrifícios", dentro do qual se encontraram duas fileiras de canelas humanas embutidas paralelamente ao fundo da câmara, e a escultura de um jaguar (Onça-pintada) de cor vermelha com 74 incrustações de jade que simulam no corpo as manchas características da espécie; os olhos são simulados com médias-luas da mesma pedra e os colmilhos e dentes em pederneira pintados de branco. No lombo encontrava-se um disco de turquesas, o qual aparentemente servia para queimar copal; ambas as figuras têm a sua vista dirigida ao NNE (nor-nordeste). Como conclusão foi determinada a existência de uma pirâmide de medidas aproximadas de 33 metros de largura, de igual forma à exterior, com 9 embasamentos e uma altura de 17 m até o patamar do templo superior onde se encontraram o Chac Mool e o jaguar, estima-se que esta construção corresponde ao século XI. Concluídos os trabalhos foi construída uma porta de acesso na balaustrada da escadaria exterior da fachada NNE para facilitar o acesso aos turistas. A pirâmide interior mais antiga é referida como "subestrutura".

## Simbolismos calendáricos

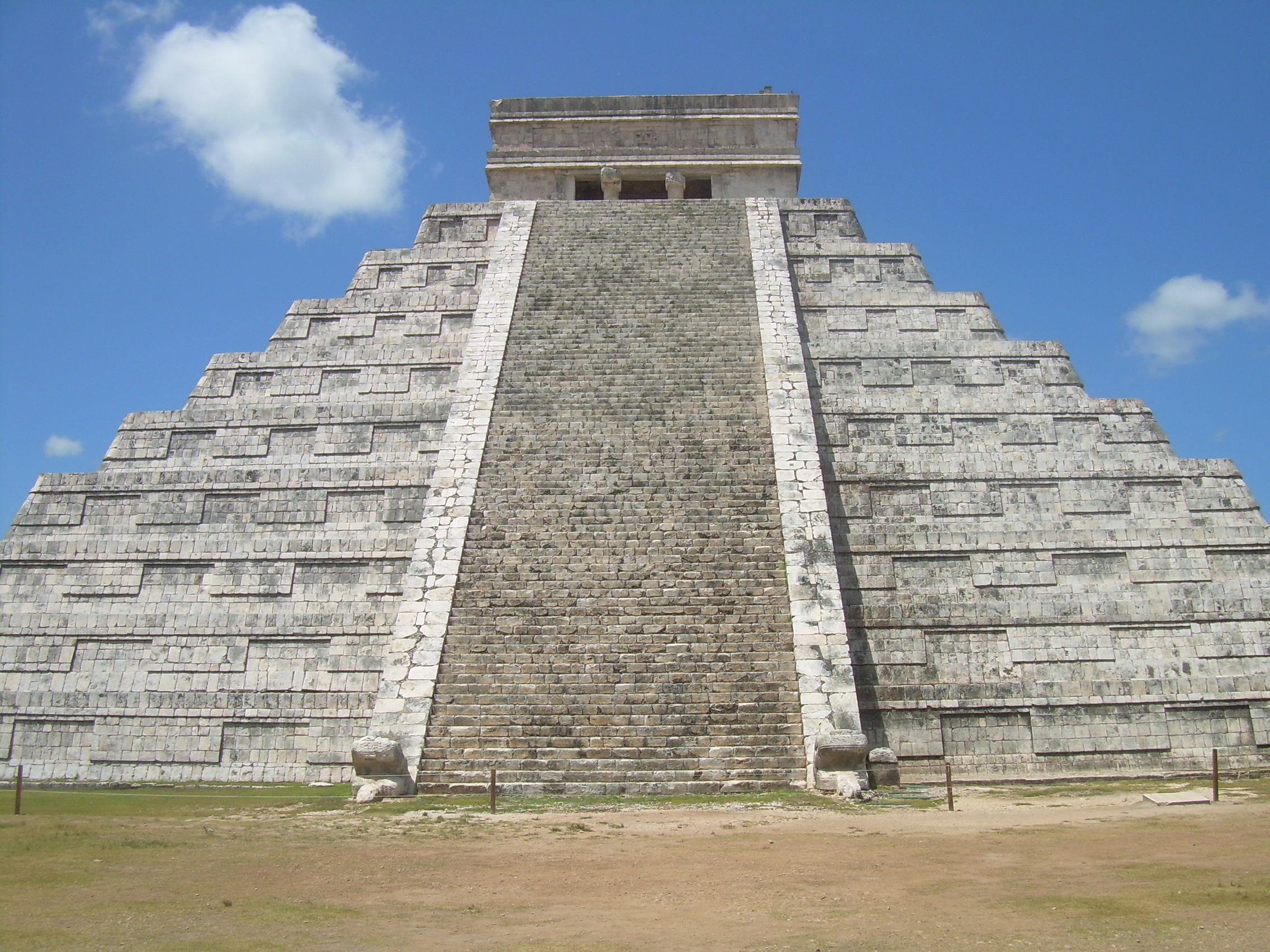
Fachada NNE nor-nordeste, podem observar-se os 9 embasamentos, e grande parte dos painéis em baixo-relevo. Na parte superior do templo do topo pode ver-se a única das 20 ameias que enfeitavam o teto, durante as cerimônias os maias itzáes costumavam colocar 20 bandeiras de canetas. No inferior da escadaria central observam-se duas cabeças de serpente emplumadas enfeitando o começo ou final dos balaustres.

O Templo de Kukulcán, principal estrutura de Chichén Itzá demonstra os profundos conhecimentos de matemática, geometria, acústica e astronomia que os maias possuíam. Ao ser uma sociedade inicialmente agrícola, os maias observaram detalhadamente o comportamento das estações, as variações das trajetórias do Sol e as estrelas, e combinando os seus conhecimentos, tê-los-iam registrado na construção do templo dedicado ao seu deus Kukulcán.
Assim como as culturas mesoamericanas, a civilização maia utilizou um calendário agrícola solar ao que chamavam Haab, que conta com 18 meses ou uinais,  cada uinal tem 20 dias ou kines. Desta forma o calendário compreende 18 x 20=360 dias regulares ou kines, mais cinco dias adicionais, considerados como nefastos, chamados uayeb.
O templo de Kukulcán conta com quatro escadarias, cada uma delas tem 91 degraus, desta forma somam 364, que somadas ao patamar do topo, comum às quatro escadas, dá um total 365 unidades que representam os dias do Haab.
O segundo calendário utilizado pelos maias, chamado Tzolkin ou calendário sagrado, consta de 13 meses e cada mês tem 20 dias, de tal forma que este conta com 260 dias. Os ciclos do Tzolkin e o Haab foram fusionados numa roda calendárica de tal sorte que a combinações de ambos repetem-se cada 18.980 dias (mínimo múltiplo comum de 260 e 365) equivalentes a 52 anos, o que quer dizer que cada 52 ciclos do calendário Haab começa a repetir-se a combinação de ambos os calendários.
Os números 18 (uinais), 20 (kines), 5 (uayeb), 52 (ciclos), podem decifrar-se de maneira mais complexa na pirâmide de Kukulcán. O templo tem 9 patamares ou níveis, se se observa de jeito frontal quaisquer das fachadas, ao ter ao centro da vista a escadaria, pode-se multiplicar o número de embasamentos x 2, dando como resultado o número 18, correspondendo assim aos  18 uinais do Haab. No templo superior da pirâmide havia 5 adornos ou ameias em cada fachada, assim, tinha 20 ameias que representam os 20 dias ou kines de cada uinal. Em cada fachada, em cada patamar encontram-se painéis em baixo-relevo, no patamar mais alto são apenas dois painéis, e os outros oito contam com três painéis, de tal forma que 3 x 8=24 + 2=26 painéis, que somados aos outros 26 painéis do lado oposto da escadaria dão um total de painéis por fachada de 52, ou seja, representam os 52 ciclos do Haab na roda calendárica. Como ornamentação o edifício tem 260 quadrângulos que coincidem com o número de dias do calendário Tzolkin.
Assim, e de acordo com calendários utilizados pelos maias, pode-se deduzir que a pirâmide não somente está dedicada ao deus Kukulcán, mas também observa a conta do tempo dando particular relevância aos seus ciclos.

## Acústica em escadaria
No final do século XX o turismo em Chichén Itzá incrementou-se e foi quando acidentalmente os guias descobriram um efeito acústico que ocorre na escadaria NNE da pirâmide. Se uma pessoa aplaude de jeito frontal à escadaria, o som do aplauso causa um eco distorcido, provocando um chio semelhante ao canto de um Quetzal.
Tecnicamente, isto é devido às interferências das ondas de reflexão do som ao chocar com os degraus inferiores e superiores da escadaria, e chegar primeiro aos mais próximos é dizer os inferiores, e uma fração de milissegundo depois aos superiores. Apenas os sons de baixa frequência como o aplauso produzem esse efeito.

## Descenso de Kukulcán nos equinócios

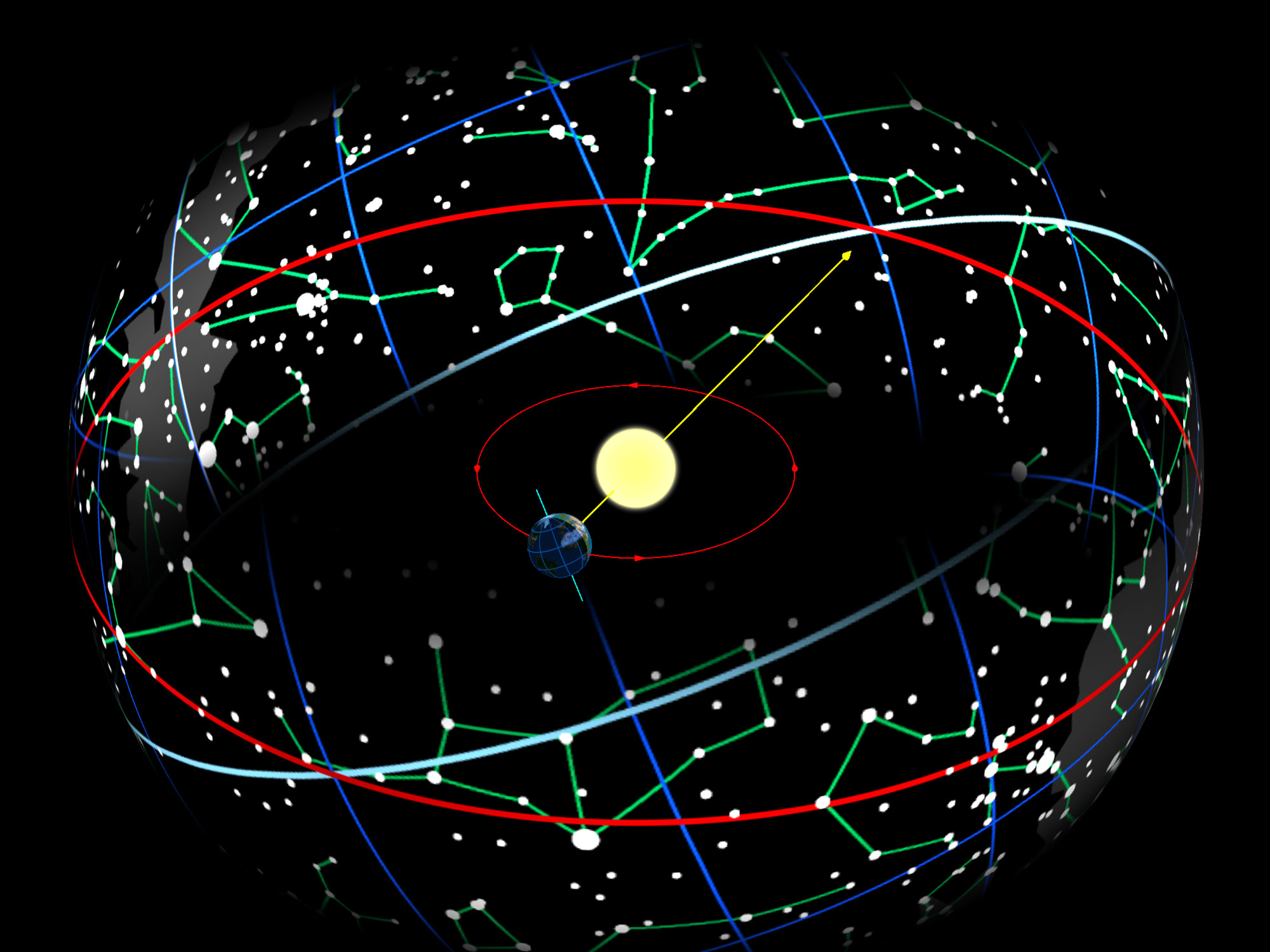
Órbita da Terra ao redor do Sol e movimento aparente do mesmo ao longo da eclíptica

Iluminação da Terra pelo Sol durante os equinócios, quando o dia tem a mesma duração que a noite

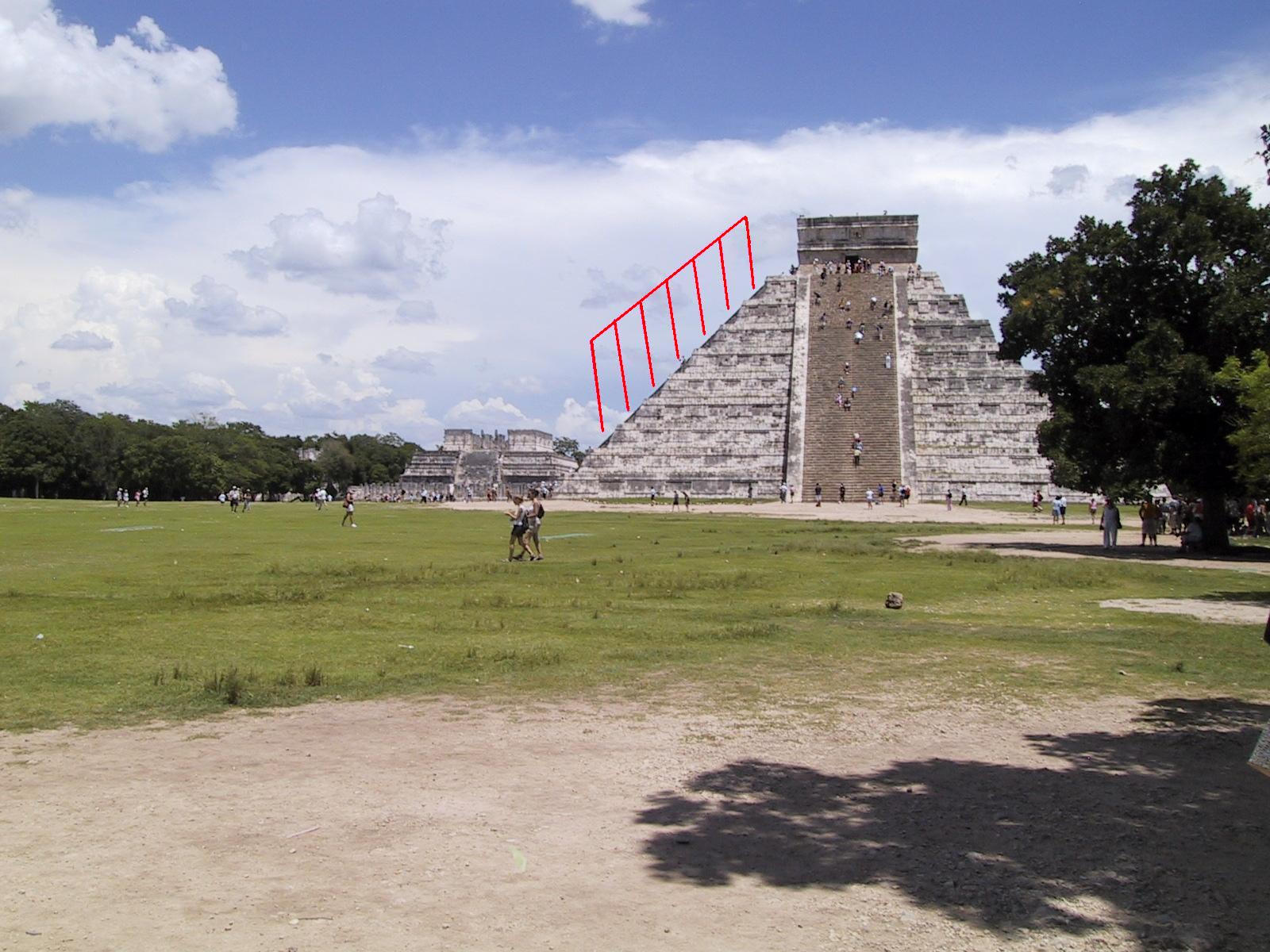
Fachada ONO, onde se assinalam-se os triângulos que formam os embasamentos e que permitem o passo da luz projetando-se na balaustrada da escadaria

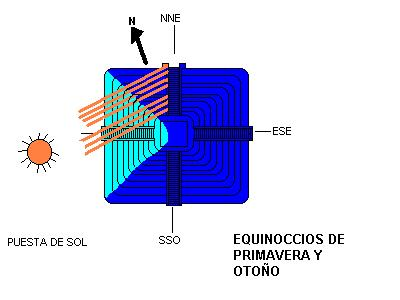
Formação de sete triângulos isósceles de luz na escada NNE simulando o corpo de uma serpente. Durante os entardeceres equinociais, os raios de luz penetram pela esquina norte dos embasamentos da fachada ONO.

Se durante um ano e desde um ponto fixo se contemplar o amanhecer no horizonte, pode ser observado o sol aparecendo em diferentes posições ao longo do mesmo e a sua trajetória no céu vai mudando. Isto é devido aos próprios movimentos da Terra, de rotação sobre o seu eixo e translação ao redor do sol, bem como a variante da sua eclíptica e a inclinação do eixo terrestre.
Referindo ao hemisfério norte do planeta, durante um ano o sol parece colocar-se na linha do horizonte num ponto mais austral durante o solstício de Inverno (Dezembro), passando por um ponto intermédio durante o equinócio de Primavera (Março) e chegando a um ponto mais setentrional durante o solstício de Verão (Julho), para regressar novamente ao ponto intermédio durante o equinócio de Outono (Setembro) e reiniciar o ciclo novamente.
Este movimento aparente tem uma variação adicional se nos transladarmos a diferentes latitudes do planeta. Os maias poderiam ter construído assim a pirâmide de Kukulcán levando em conta todas estas variáveis e, além das considerações arquitetônicas, orientariam a fachada NNE com uma inclinação aproximada de 20° com referência ao norte geográfico.
Ao entardecer dos equinócios da Primavera e do Outono, observa-se na escadaria NNE da pirâmide de Kukulcán uma projeção solar serpentina, consistente em sete triângulos isósceles de luz invertidos, como resultado da sombra que projetam as nove plataformas desse edifício durante o pôr do sol. Em Chichén Itzá o fenômeno vê-se em todo o seu esplendor e a imagem da serpente de triângulos de luz e sombra é projetada ao balaustre NNE; com o passar do tempo, parece descer do templo uma serpente e o último reduto de luz projeta-se na cabeça da serpente emplumada que se encontra na base da escadaria. Este fenômeno ocorre em Março e Setembro, e pode ser observado aproximadamente durante um período de cinco dias nas datas mais próximas aos equinócios, a duração do efeito começa aproximadamente 3 horas antes do ocaso, a princípio destas horas pode-se ver na balaustrada uma forma de luz ondulada que pouco a pouco se vai cerrando para formar 7 triângulos isósceles, os quais só podem ver-se durante 10 minutos, depois começam a desaparecer paulatinamente. Os maias realizavam uma série de preparações durante quatro dias e o quinto era motivo de grande celebração. Aparentemente era na língua da serpente onde se colocavam diversas oferendas ao deus Kukulcán.
Na zona arqueológica de Mayapán, existe uma pirâmide de menores dimensões, mais de iguais proporções e dedicada também a Kukulcán. A projeção ondulada do corpo da serpente também pode ser observada no ocaso dos equinócios, porém não é tão espetaculoso devido ao deterioro da própria estrutura.
Em 1566, Diego de Landa descreveu que os maias celebravam no dia 16 do mês Jul, a ida de Kukulcán a quem tinham como um deus, a celebração era realizada em todo o mundo maia até à destruição de Mayapán, depois somente os tutul xius a realizavam na sua capital Maní, após manterem jejum e abstinência, os sacerdotes reunidos iam para o templo de Kukulcán, onde passavam cinco dias e noites em oração realizando alguns bailes devotos:
| “ | […] Diziam e tinham muito crido, que o derradeiro dia baixava Cuculcán do céu e recebia os serviços, vigílias e oferendas. Chamavam a esta festa Chickabán […] | ” |

Devido a que as fachadas SSO e ESE se encontram deterioradas, não se observa nenhum fenômeno de luz e sombra nos amanheceres equinociais, porém é provável que se fossem restauradas as escadarias e as balaustradas, poder-se-ia apreciar um efeito que evocasse a ascensão do corpo da serpente à pirâmide pela escadaria da fachada SSO.

## Kukulcán, Quetzalcóatl, Gucumatz, Coo Dzavui

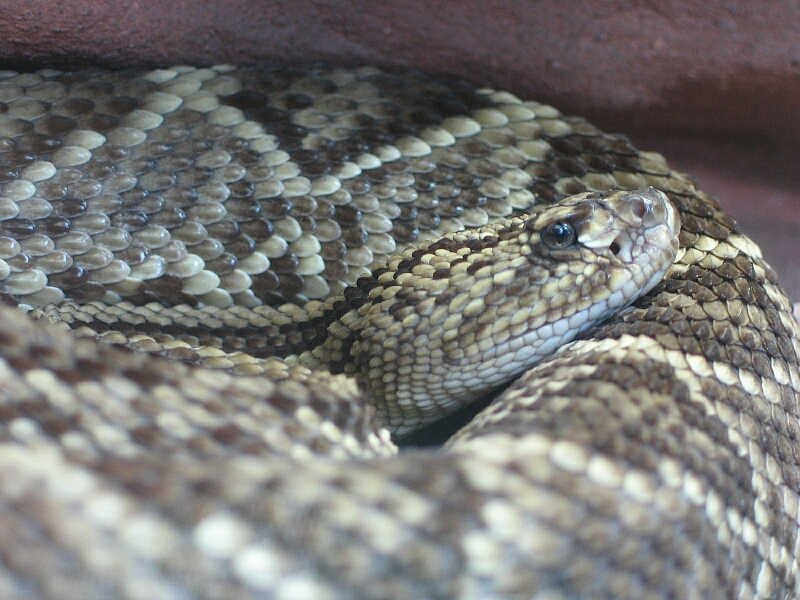
Crotalus durissus serpente de cascavel (tsáab kaan) com triângulos no seu corpo

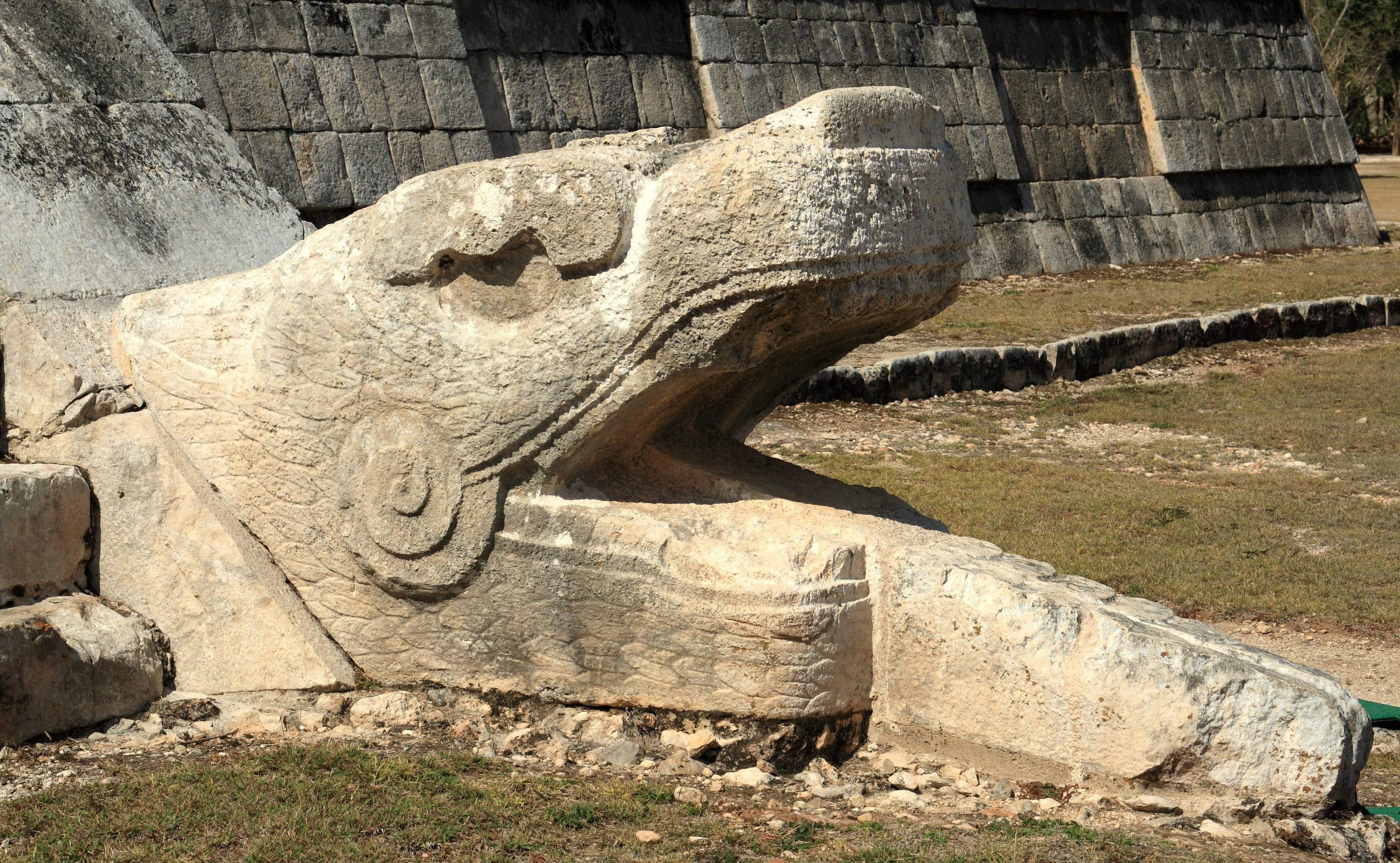
Cabeça de serpente emplumada terminando a escadaria da pirâmide

No fim do Período Clássico mesoamericano foi registrada uma influência arquitetônica, cultural e religiosa na zona maia, a qual se adjudicou aos toltecas do planalto mexicano. É por isso que se encontram similaridades entre a deidade Quetzalcóatl (em nauatle: Quetzalcōātl; serpente emplumada) e a deidade maia Kukulcán (em língua maia k'u uk'um e kaan, "caneta e serpente").
No Popol Vuh a divindade é referida como Gucumatz  (em língua quiché: Q'uk'umatz; "serpente emplumada") quem com Tepew são considerados os deuses formadores do universo.
Foi conhecido pelos mixtecas como Nove Vento (em mixteco: Coo Dzavui; "serpente de chuva"). De acordo com as descrições de Diego de Landa, o deus fora especialmente venerado em várias cidades do noroeste da península de Iucatã, entre elas destacam-se Chichén Itzá, Mayapán e Maní.
Em muitas partes da decoração arquitetônica de colunas e dintéis de Chichén Itzá, encontram-se alusões ao corpo da serpente, no próprio "Templo de Kukulcán", no "Templo dos Jaguares", no "Templo dos Guerreiros", no "Jogo de Bola", na "Plataforma das Águias e os Jaguares". A classe do réptil parece ser Crotalus durissus conhecida como "serpente de cascavel" devido à forma da cabeça das esculturas, aos relevos que detalham serpentes com cascavel em outros edifícios da cidade, e aos triângulos de luz que se formam nos dias equinociais, os quais evocam os triângulos que se formam na pele do corpo da espécie.
É destacável o decorado da língua das serpentes que se encontram no remate da escadaria. A língua tem semicírculos que fazem alusão à trajetória diária do Sol no céu. Na vista de perfil das cabeças, junto à comissura da boca apreciam-se espirais que evocam a um caracol, o traçado pode interpretar-se como uma alusão ao período cíclico do movimento do Sol no horizonte. Na parte superior das pálpebras da serpente também se pode apreciar o símbolo de Sol.
Adicionalmente à projeção do corpo imaginário da serpente (kaan) descendo pelo balaustre da escadaria, os maias colocavam bandeiras de canetas (k'u uk'um) nas ameias do templo superior durante as festividades equinociais.
| “ | ..Que é opinião entre os índios, que com os Yzaes que povoaram Chichenizá, reinou um grande senhor chamado Cuculcán, e que amostra ser isto verdade o edifício principal que se chama Cuculcán; e dizem que entrou pela parte de poente e que diferem em se entrou antes ou depois dos Yzaes ou com eles, e dizem que foi bem disposto e que não tinha mulher nem filhos; e que depois da sua volta foi tido no México por um dos seus deuses e chamado Cezalquati e que em Iucatã também o tiveram por deus por ser grande republicano, e que isto se viu no assento que pôs em Iucatã depois da morte dos senhores para mitigar a dissensão que as suas mortes causaram na terra […] | ” |

## Solstício de Verão

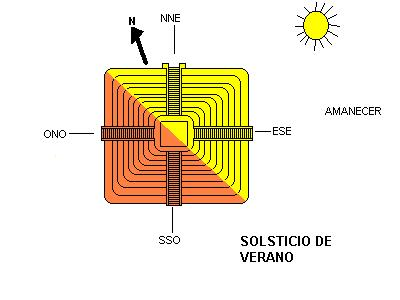
Iluminação durante o solstício de Junho (Verão no hemisfério norte)

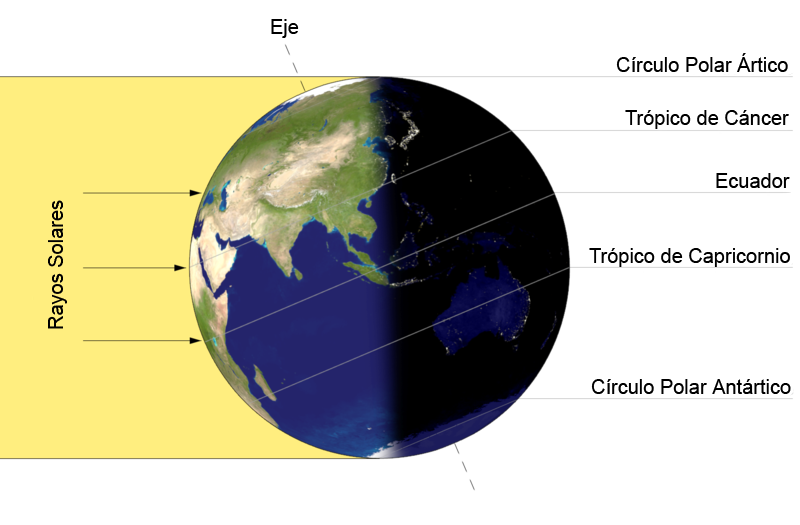
Iluminação da Terra pelo Sol no solstício de Junho

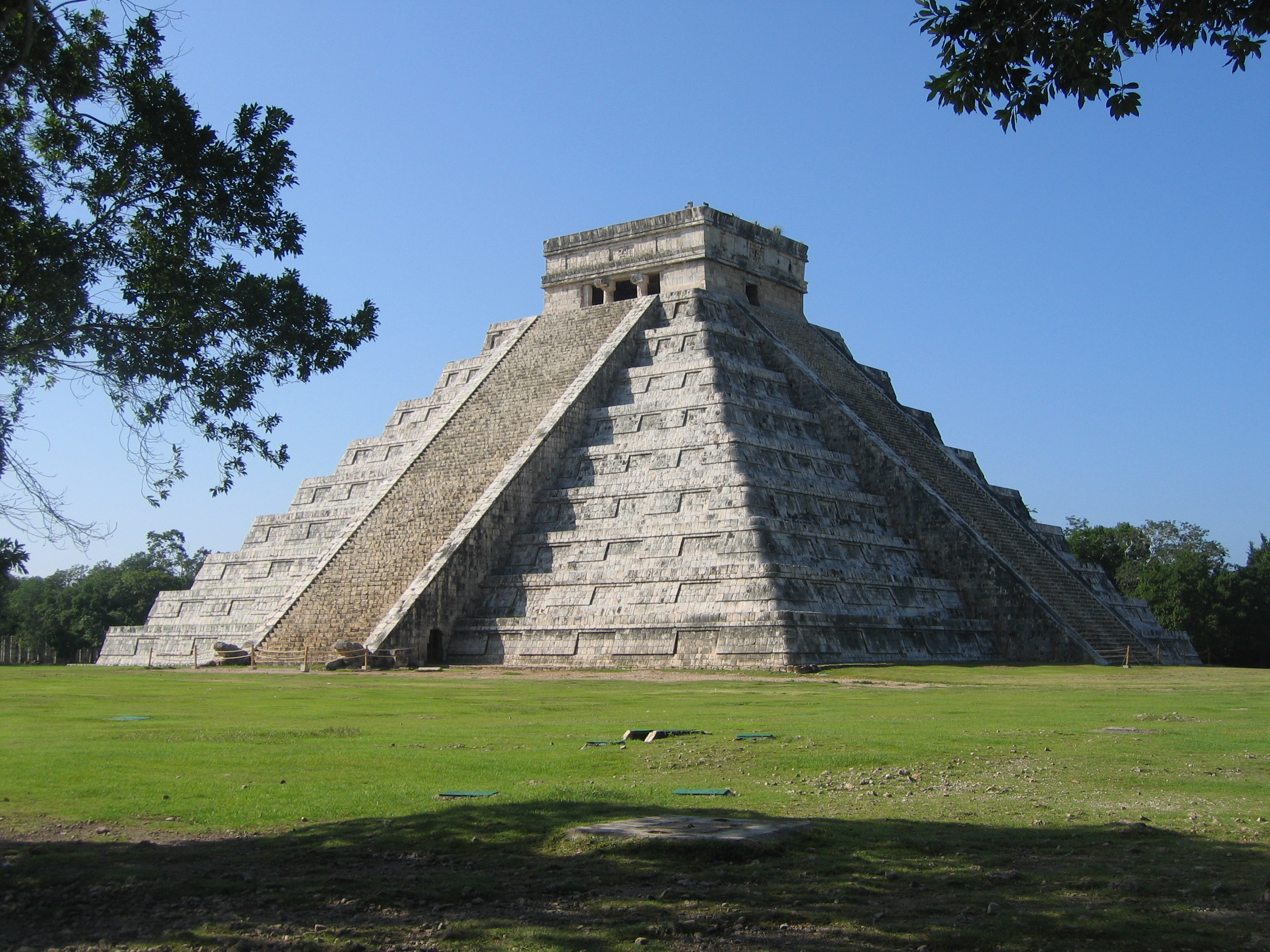
Fachada iluminada (NNE) e fachada em sombra (ONO)

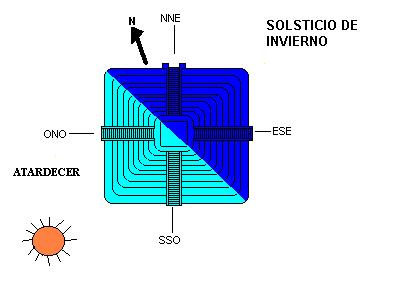
Iluminação durante o solstício de Dezembro (Inverno no hemisfério norte)

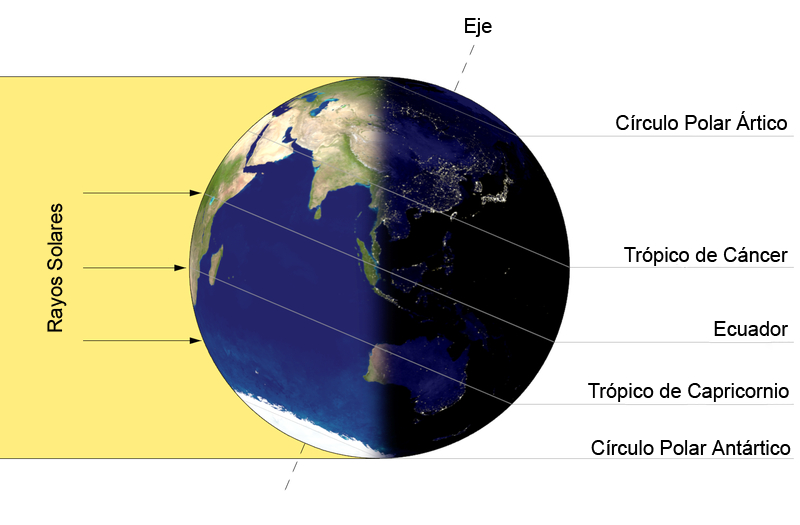
Iluminação da Terra pelo Sol no solstício de Dezembro

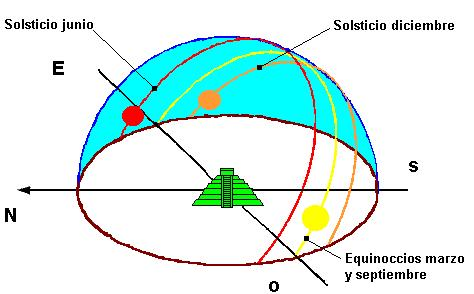
Trajetórias solares em solstícios e equinócios

Desde a última década do século XX, os arqueólogos começaram a observar os fenômenos de luz e sombra que ocorrem nos solstícios de Verão e Inverno, mas só até Junho de 2007 realizaram-se estudos minuciosos do tema. Astrônomos do Instituto Tecnológico de Mérida e investigadores do Instituto Nacional de Antropologia e História corroboraram que durante os primeiros minutos do amanhecer do solstício de Junho (Verão hemisfério norte) e durante um período de 15 minutos, a pirâmide de Kukulcán é iluminada nas fachadas NNE e ESE pelos raios do sol, enquanto as fachadas ONO e SSO permanecem na  obscuridade. Por outras palavras, cerca de 50% da pirâmide permanece iluminada e cerca de 50% permanece na obscuridade marcando com este simbolismo o momento exato do solstício.
Este efeito de luz e sombra ocorre de jeito semelhante durante o solstício de Dezembro (Inverno no hemisfério norte), mas no entardecer as fachadas iluminadas são a ONO e SSO, enquanto as fachadas NNE e ESE permanecem na sombra. O fenômeno é devido à orientação de +/- 20° com referência a norte geográfico, e a latitude em onde se encontra situada a pirâmide.
O explorador John Lloyd Stephens em 1840 observou esta orientação dos edifícios. Devido a que não pôde observar os efeitos de luz e sombra, atribuiu um possível erro na construção dos mesmos; por outro lado as medidas referidas parecem ter certa variação com as reais.
Para que a pirâmide de Mayapán, que foi construída com características semelhantes à de Chichén Itzá, possa mostrar os mesmos fenômenos de luz e sombra, a sua orientação teve de ter  uma leve variação devido a não se encontrar na mesma coordenada de latitude que a de Chichén Itzá.
Desta forma, a construção da pirâmide parece ser um calendário arquitetônico que marca os solstícios e equinócios, datas importantes para os ciclos agrícolas. Quando a órbita da Lua se encontra na mesma posição equinocial de sol, também é possível ver no balaustre da escadaria NNE a figura projetada da serpente num espetáculo natural noturno.
Estes fenômenos de luz e sombra que se observam na pirâmide seriam testemunhos dos conhecimentos astronômicos da civilização maia, na estrutura conhecida como o observatório, o caracol ou «edifício circular» também se registraram efeitos de luz e sombra durante os equinócios. No Códice de Dresden pôde ser interpretado que os maias estudavam a trajetória orbital do planeta Vênus), ao qual lhe dedicaram uma pequena construção na cidade de Chichén Itzá.
| “ | […] O quarto Ahau katún é o 11.º katún. Conta-se em Chichén Itzá, que é o assento do katún. Chegarão à sua cidade os itzáes, chegarão plumagens, chegarão quetzales, chegará Kantenal, chegará Xekik, chegará Kukulcán. E atrás deles outra vez chegarão os itzáes […] | ” |